# Nicolò Amidano
Nicolò Amidano (Cremona, ... – Milano, 24 marzo 1454) è stato un arcivescovo cattolico italiano.

## Biografia

### Origini e carriera ecclesiastica
Nicolò Amidano fu membro di una facoltosa famiglia cremonese che proprio grazie agli Sforza, suoi patrocinatori una volta salito alla cattedra episcopale, era emersa nella prima metà del Quattrocento con incarichi di rilievo a corte. Uomo di grande cultura, fu prima canonico del Duomo di Mantova e poi, dopo un lungo soggiorno presso papa Eugenio IV (in questi undici anni di vicinanza al pontefice, l'Amidano partecipò al Concilio di Basilea, ove strinse amicizia con Enea Silvio Piccolomini), fu eletto da questi vescovo di Piacenza (il Cazzani propende per il 1446, mentre la catholic-hierarchy e lo storico Ughielli s'indirizzano per il 1448, specialmente il 15 gennaio). Cameriere segreto del nuovo pontefice Niccolò V, l'Amidano rimase vescovo di piacenza fino al 1453.

### Arcivescovo di Milano
A cambiar sede all'Amidano fu proprio suo fratello Vincenzo, segretario del duca Francesco I Sforza. Quest'ultimo, consultato Vincenzo Amidano, propose allo Sforza il nome del fratello quale successore di Giovanni Visconti. Francesco, convintosi, chiese a papa Niccolò V di confermare l'Amidano quale arcivescovo della sede milanese. Venne nominato arcivescovo di Milano, secondo il Cazzani, il 26 maggio 1453; Maria Grazia Tolfo e Paolo Colussi (oltre alla catholic-hierarchy) ne anticipano la nomina al 19 marzo. Il suo fu ad ogni modo un episcopato breve, di appena un anno, poiché morì il 24 marzo 1454 (21 marzo secondo il Cazzani). L'unico atto di rilevante importanza fu l'esortazione rivolta ai milanesi perché mostrassero rispetto e attenzione verso l'Ospedale della Pietà dei Poveri di Cristo, fondato cinquant'anni prima da Pietro Filargo.